# Maupo Msowoya
Maupo Msowoya (ur. 14 maja 1982 w Lilongwe) – piłkarz malawijski grający na pozycji obrońcy.

## Kariera klubowa
Karierę piłkarską Msowoya rozpoczął w klubie MDC United Blantyre. W 2002 roku zadebiutował w jego barwach w pierwszej lidze Malawi. W 2003 roku odszedł do Sammy's United Blantyre, a w 2004 roku grał w Nyasa Big Bullets FC, z którym wywalczył mistrzostwo Malawi. W 2005 roku trafił do ESCOM United FC. W 2007 roku został z nim po raz drugi w karierze mistrzem kraju, a w sezonie 2010/2011 po raz trzeci. W 2012 zakończył karierę.

## Kariera reprezentacyjna
W reprezentacji Malawi Msowoya zadebiutował w 2002 roku. W 2010 roku w Pucharze Narodów Afryki 2010 był rezerwowym i nie rozegrał żadnego spotkania.